# Silicijumova kiselina
Silicijumova kiselina je opšte ime za familiju hemijskih jedinjenja elementa silicijuma, vodonika, i kiseonika, sa opštom formulom . Neke od jednostavnih silicijumovih kiselina se identifikovane u veoma razblaženim vodenim rastvorima, npr. metasilicijumova kiselina, ortosilicijumova kiselina (na 25 °), disilicijumova kiselina, i pirosilicijumova kiselina; međutim u čvrstom stanju one se verovatno kondenzuju da formiraju polimerne silicijumove kiseline kompleksnih struktura.
Silicijumova kiselina se može formirati zakišeljavanjem silikatnih soli (kao što je natrijum silikat) u vodenom rastvoru. Kad se zagrevaju one gube vodu i formiraju silikagel, aktivnu formu silicijum dioksida.
U okeanima, silicijum prvenstveno postoji kao ortosilicijumska kiselina, i njen biogeohemijski ciklus je regulisan grupom algi poznatih kao dijatomeje. Te alge polimerizuju silicijumovu kiselinu do takozvane biogene silike, od koje su formirani njihovi ćelijski zidovi (frustule).
Istraživanja korelacije aluminijuma i Alchajmerove bolesti zadnjih godina koriste silicijumovu kiselinu u pićima. Silicijumova kiselina ima sposobnost umanjivanja unosa aluminijuma u probavnom sistemu, a i pomaže renalnu ekskreciju aluminijuma.